# Aleksandr Makarow (konstruktor)
Aleksandr Maksimowicz Makarow (ros. Александр Максимович Макаров, ur. 12 lub 19 września 1906 w stanicy Cimlanskiej w obwodzie rostowskim, zm. 9 października 1999 w Dniepropietrowsku) – radziecki konstruktor rakiet, dwukrotny Bohater Pracy Socjalistycznej (1961 i 1976), dyrektor Jużmaszu, deputowany.

## Życiorys
Po ukończeniu szkoły średniej pracował jako ślusarz, w 1933 ukończył Rostowski Mechaniczny Instytut Komunikacji Drogowej i został zastępcą dyrektora Rostowskiego Instytutu Naukowo-Badawczego, a w 1935 dyrektorem rostowskiej stacji naprawy samochodów. Od 1938 do września 1938 był dyrektorem rostowskiego zakładu remontowego, od września 1939 do 1940 dyrektorem fabryki „Krasnaja Etna” w Gorkim, w 1940 został aresztowany przez NKWD i skazany na 8 lat więzienia i osadzony w łagrze, skąd w kwietniu 1942 został zwolniony. W maju 1942 został dyrektorem pietropawłowskiej fabryki silników małolitrażowych, od 1943 do grudnia 1948 był dyrektorem fabryki motocykli w Irbicie, w latach 1948–1950 dyrektorem fabryki sprzętu wspomagającego, później szefem produkcji, a od lutego 1954 do marca 1961 szefem produkcji i zastępcą dyrektora Jużmaszu: zakładów przemysłowych w Dniepropietrowsku produkujących początkowo samochody, a od 1951 systemy rakietowe. Od marca 1961 do listopada 1986 był dyrektorem tej fabryki, w 1961 został członkiem KC KPU. Był deputowanym do Rady Najwyższej ZSRR od 6. do 8. kadencji.

## Odznaczenia i nagrody
- Medal Sierp i Młot Bohatera Pracy Socjalistycznej (dwukrotnie – 17 czerwca 1961 i 12 sierpnia 1976)
- Order Lenina (pięciokrotnie – 26 czerwca 1959, 17 czerwca 1961, 26 lipca 1966, 23 lipca 1969 i 12 sierpnia 1976)
- Order Rewolucji Październikowej (26 kwietnia 1971)
- Order Czerwonego Sztandaru Pracy (trzykrotnie, w tym 28 października 1944)
- Order Przyjaźni (Rosja, 11 września 1996)
- Order Księcia Jarosława Mądrego V klasy (Ukraina, 10 września 1996)
- Nagroda Leninowska (1966)
- Nagroda Państwowa ZSRR (1981)

I medale.